# Gabriel Braun
Pour les articles homonymes, voir Braun.
Gabriel "Gaby" Braun, né le 26 mars 1921 à Montigny-lès-Metz (Moselle) et mort le 25 novembre 1983 à Stenay (Meuse), est un footballeur international français. Il évoluait au poste de défenseur.

## Biographie
« Gaby » joue dans différents clubs français dans les années 1940 et années 1950, en particulier le Red Star, le FC Metz, le RC Strasbourg et le Besançon Racing Club. 
International français, il honore une seule sélection, le 15 décembre 1945, contre la Belgique à Bruxelles. Match perdu 2-1.
Il repose au cimetière de Longwy-Haut. 